# Frieda Konstantin

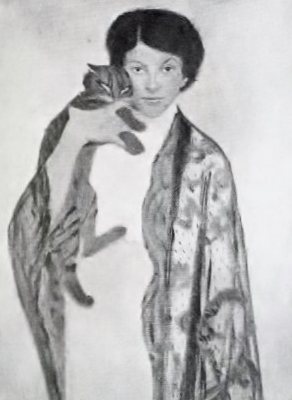
Frida Konstantin, Selbstporträt

Frieda Konstantin, auch Frida Konstantin oder Frieda Konstantin Lohwag (* 10. Mai 1884 in Wien als Frida Lohwag; † 29. Dezember 1918 in Budapest) war eine österreichisch-ungarische Malerin, Radiererin und Grafikerin.

## Leben und Werk

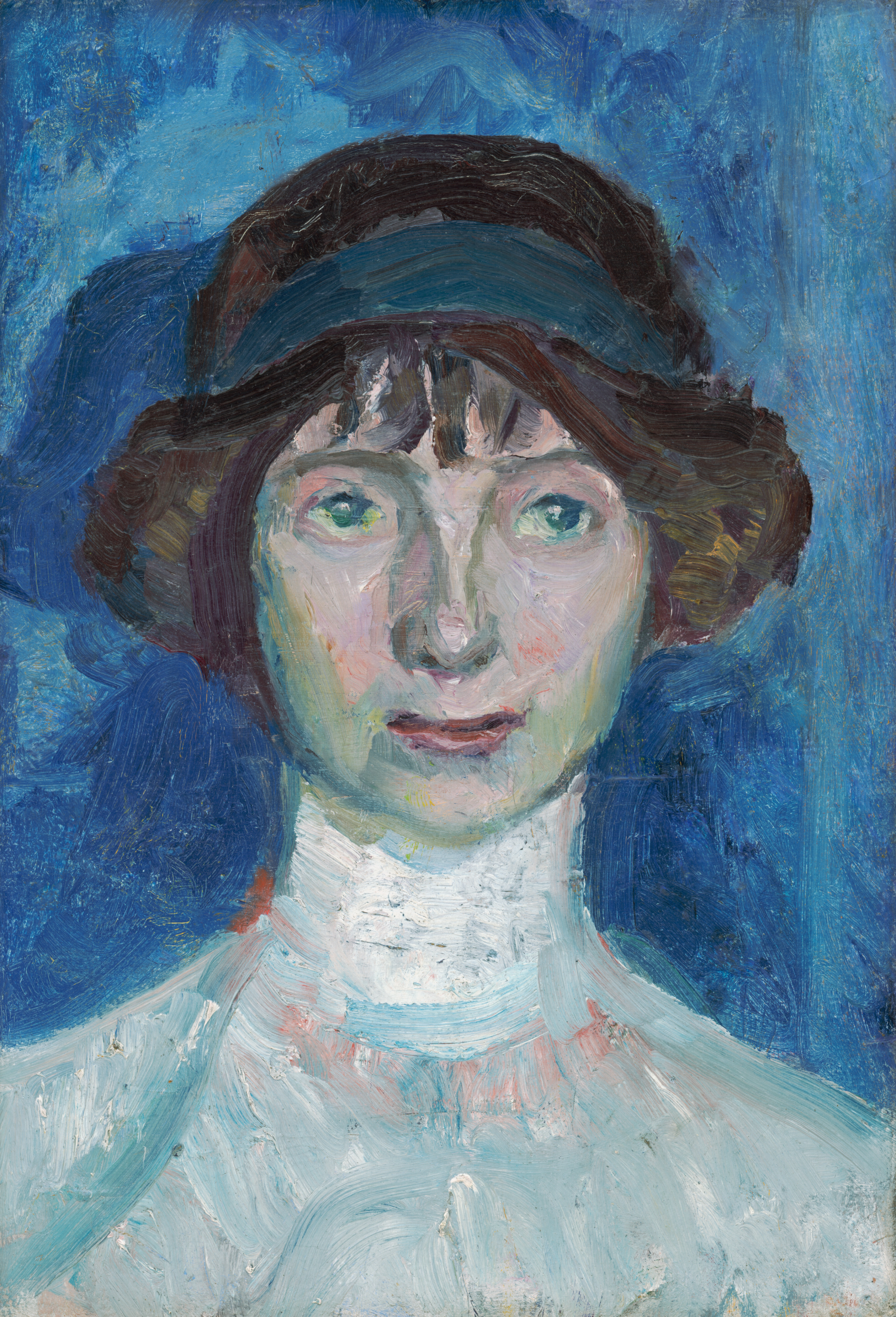
Porträt Margita Czóbelová, 1913

Frieda Konstantin war die Tochter des Schriftstellers Ernst Lohwag (1847–1918) sowie die Schwester und Schülerin der Malerin Ernestine Lohwag (auch Ernesztin Szablya-Frischauf, 1878–1940). Um nicht mit ihr verwechselt zu werden, nannte sie sich Frieda Konstantin. Weiter war sie ab 1905 Schülerin ihres Schwagers Ferenc Szablya-Frischauf, der in den Jahren 1903 bis 1907 eine Malschule leitete.
In Budapest gründete sie 1907 mit anderen Kunstschaffenden die Vereinigung Kéve („Garbe“) und beteiligte sich an deren Ausstellungen. Studienreisen führten sie nach Triest und Venedig. Später bereiste sie Deutschland und besuchte London. Im Jahr 1913 hielt sie sich zu einem längeren Aufenthalt in Strážky bei Spišská Belá (damals ungarisch Nagyőr) auf. Dort waren die Baroninnen Margita Czóbelová und Marianna Czóbelová, Nichten des Malers László Mednyánszky, ihre Malschülerinnen. Sie fertigte in dieser Zeit Studien von Menschen und Tieren, porträtierte die Mitglieder der Familie Mednyánszky/Czóbel und schuf Bilder von Schloss Strážky und der Umgebung. Ihre Tierzeichnungen bildeten die Fortsetzung vorheriger Serien aus dem Schönbrunner Tiergarten und den Londoner Dorfställen. Ihr gefiel es in Strážky so gut, dass sie mehrmals zurückkehrte. Die Winter verbrachte Konstantin oft bei ihrer Schwester. Sie setzte dort die Eindrücke aus dem Sommer u. a. in Radierungen um, von denen die Hofbibliothek in Wien einige erwarb.
In den Jahren 1910 bis 1914 war sie korrespondierendes Mitglied des Hagenbundes. 1918 heiratete sie János Szablya, der der Künstlervereinigung Kéve ebenfalls angehörte und zu der Zeit vorstand. Sie bezog nach der Hochzeit ein möbliertes Atelier in Rózsadomb und begann, Stillleben zu malen. Sie starb im Jahr ihrer Hochzeit mit 34 Jahren an der Spanischen Grippe. Eine Sammlung ihrer Werke findet sich in der Slowakischen Nationalgalerie.

## Arbeiten (Auswahl)
- Im Park, vor 1910[6]
- Marianna Czóbelová, Öl auf Karton, 1913
- Studie eines Mädchenkopfes, Öl auf Leinwand, 1913
- Ehrenhof auf Schloss Strážky, Öl auf Karton, 1913
- Bauernhaus, Öl auf Karton, 1913
- Winterlandschaft, Aquatinta, undatiert
- Ruhendes Kalb, Aquatinta, undatiert
- Spielende Hunde, Aquatinta, undatiert[7]
- Interieur, Aquatinta, undatiert[8]
- Fressende Ziegen, Aquatinta, undatiert[9]

Werke von Frieda Konstantin
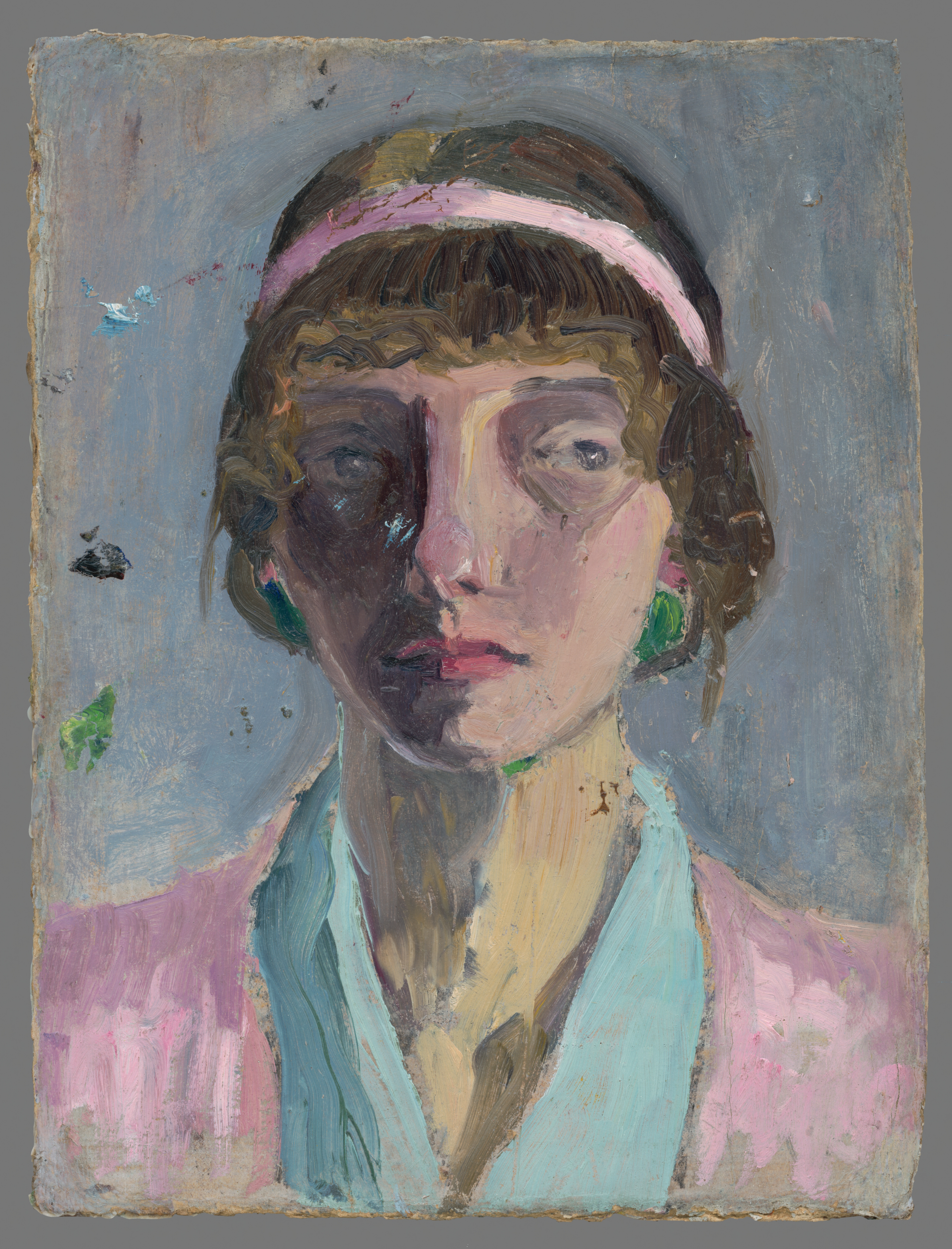
Marianna Czóbelová, 1913
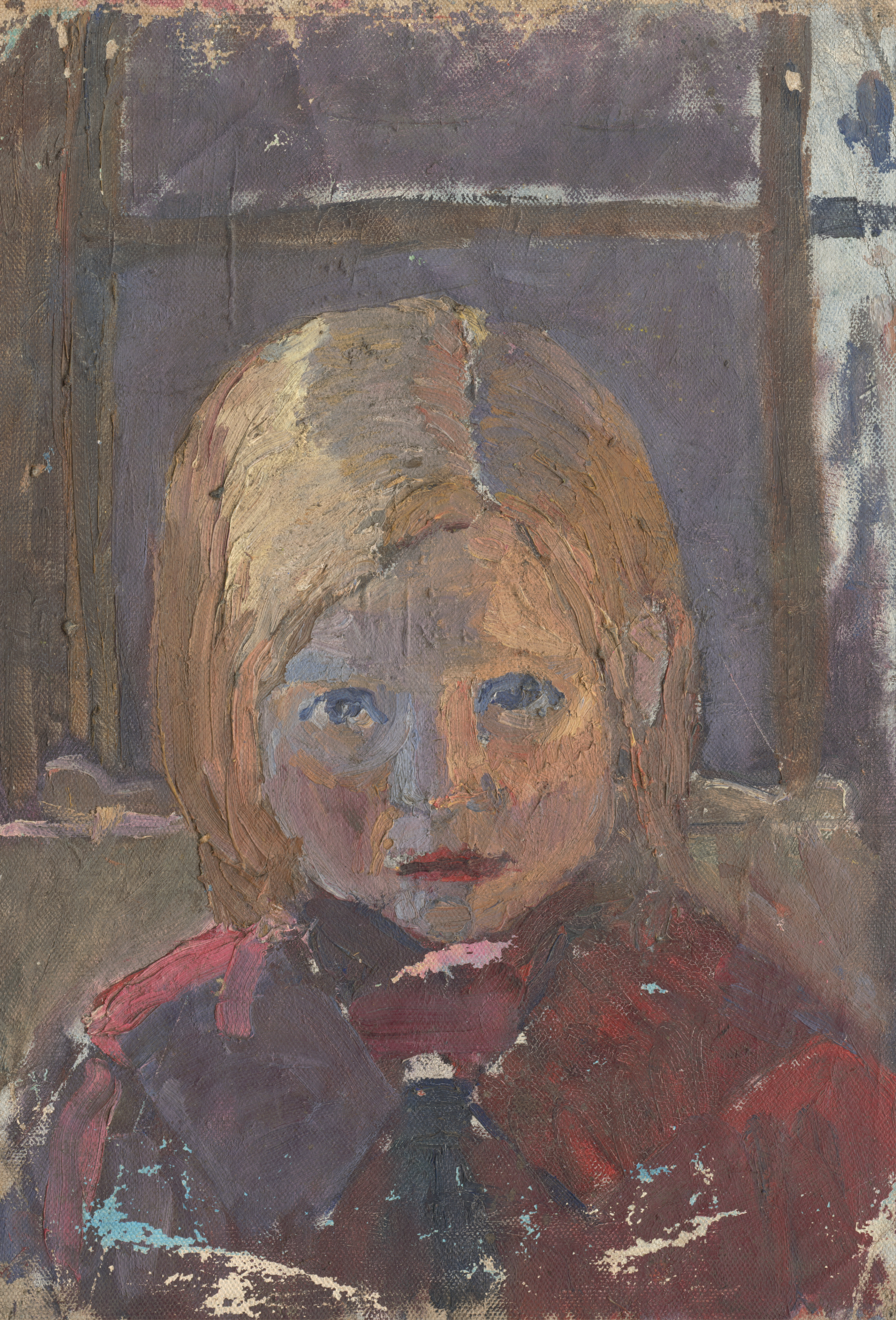
Studie eines Mädchenkopfes, 1913
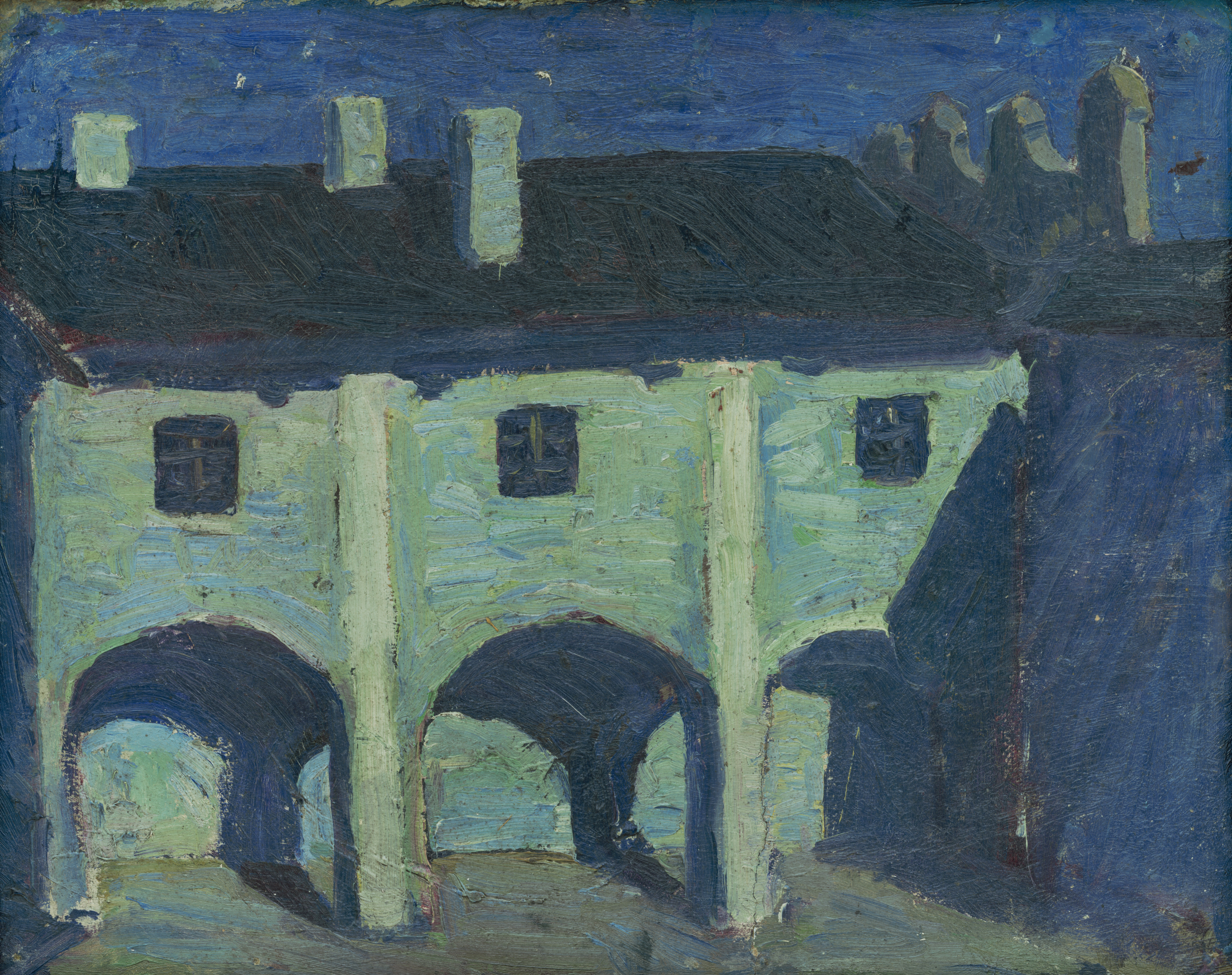
Ehrenhof auf Schloss Strážky, 1913
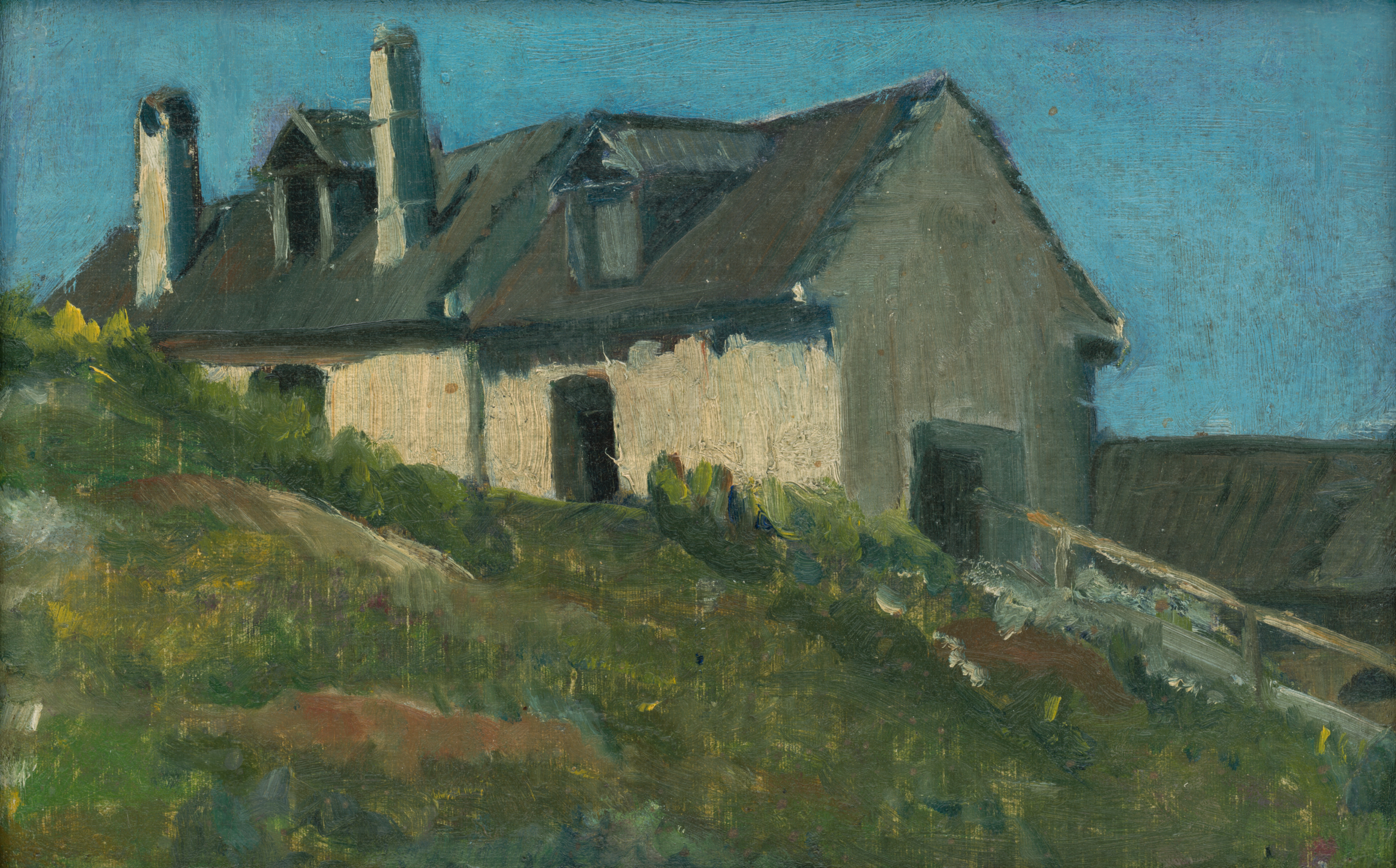
Bauernhaus, 1913
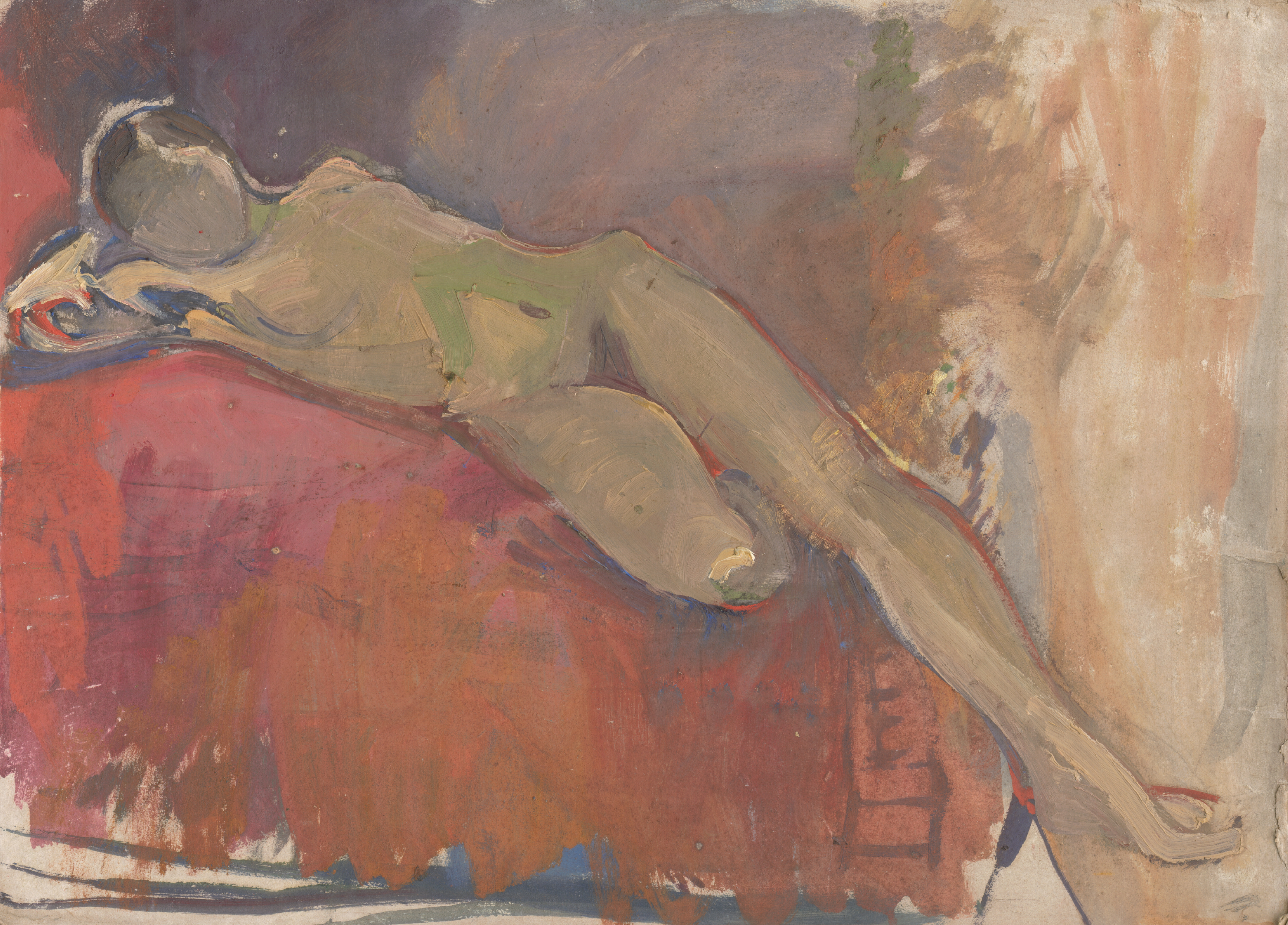
Studie eines ruhenden Aktes, 1913
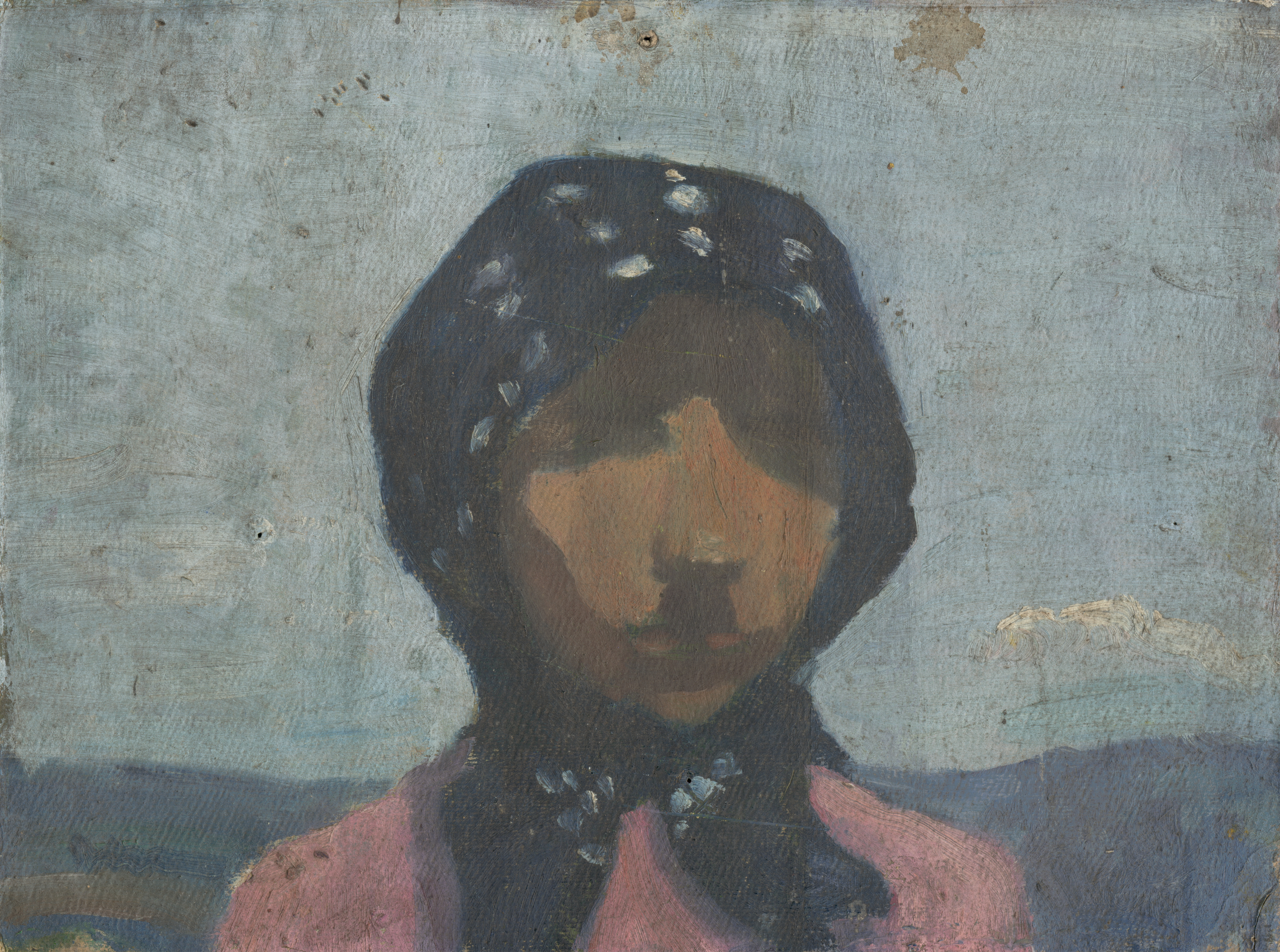
Studie einer Bäuerin im schwarzen, gepunkteten Tuch, 1913

## Ausstellungen (Auswahl)
- ab 1909: Ausstellungen der Vereinigung Kéve in Budapest, Wien und München[10][4]
- 1910 bis 1914: Hagenbundausstellungen in Wien, Berlin, Düsseldorf, Dresden und München[11][12][4]

Posthum
- 1922: Gedächtnisausstellung, initiiert durch die Vereinigung Kéve[3][4]
- 1930: Vereinigung bildender Künstlerinnen Österreichs
- 25. Jänner 2019 bis 19. Mai 2019: Stadt der Frauen. Künstlerinnen in Wien 1900–1938, Unteres Belvedere, Wien